# Faidh El Botma
Faidh El Botma là một đô thị thuộc tỉnh Djelfa, Algérie. Dân số thời điểm năm 2002 là 20.664 người.